# Archaeoprepona
Archaeoprepona (incluindo o gênero monotípico Noreppa Rydon, 1971 a partir do início do século XXI) é um gênero, proposto por Hans Fruhstorfer em 1915, de borboletas neotropicais da família Nymphalidae e subfamília Charaxinae, distribuídas do México ao Paraguai, em floresta tropical e subtropical úmida. Alimentam-se de substâncias vegetais fermentadas, como em frutos do solo ou em exsudação, ou até mesmo em cadáveres, estrume ou urina. Como lagartas, alimentam-se de folhas de plantas dos gêneros Annona, Malpighia, Nectandra e Persea. Apresentam tonalidades de azul e negro-amarronzado, muito similares às de certas espécies do gênero Prepona, em que já estiveram inclusas, diferindo por apresentarem ocelos pouco visíveis e numerosos, enquanto que Prepona os apresenta poucos e grandemente aumentados. São dotadas de voo poderoso em dossel florestal.

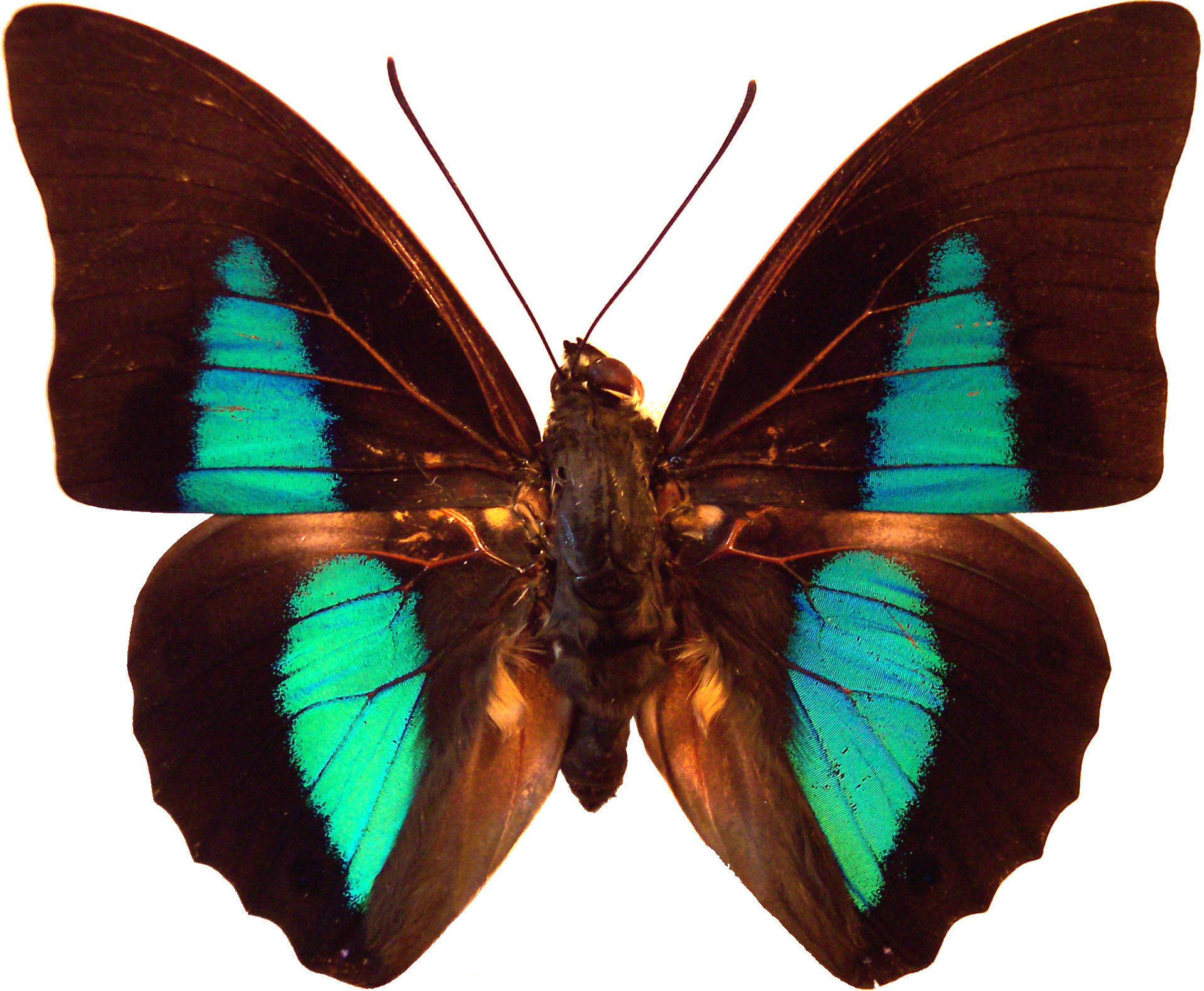
Embora uma espécie como esta Prepona dexamenus, macho, possua grande semelhança com Archaeoprepona em seu lado superior (figura 1)...
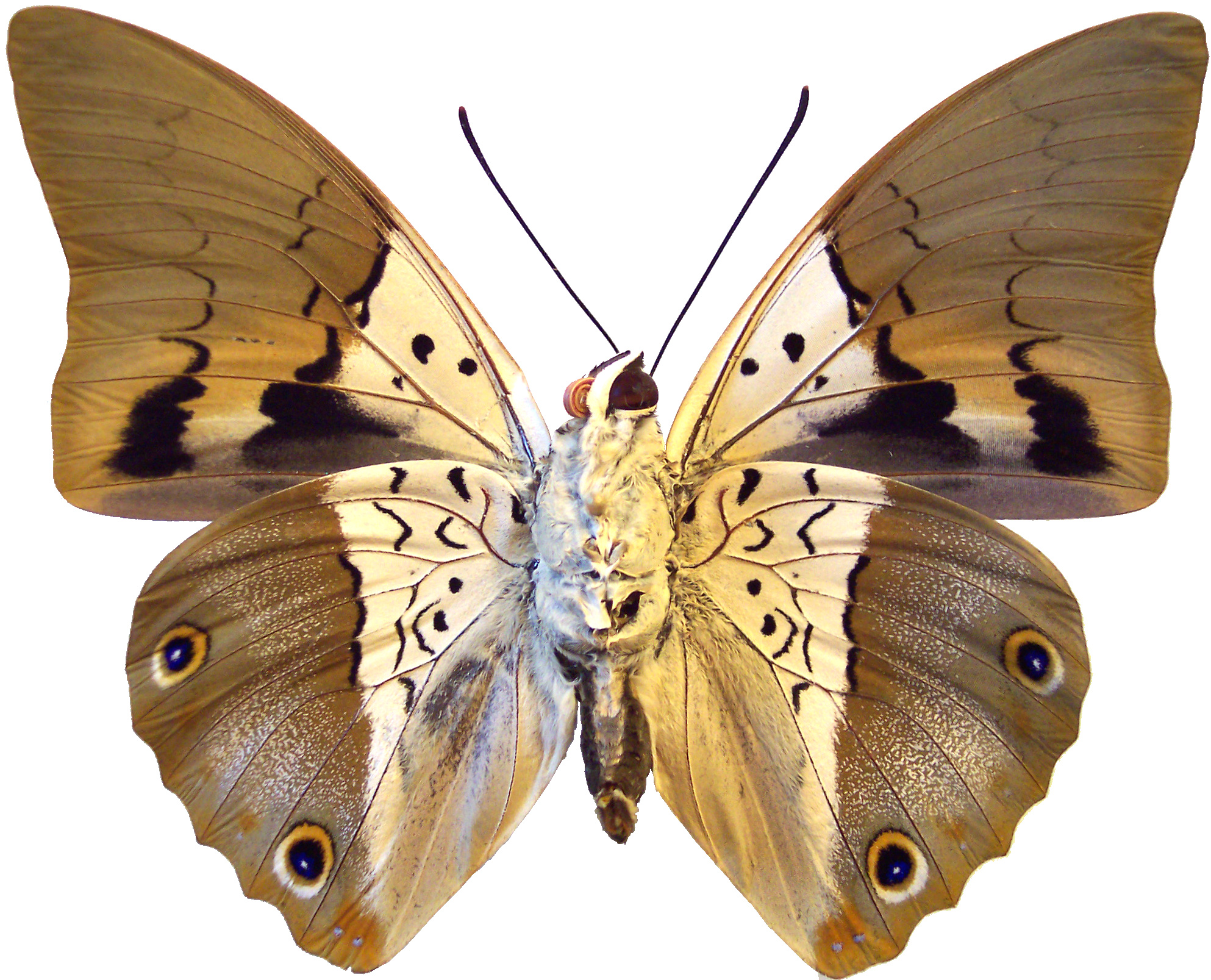
...ela se classifica como Prepona pela presença de ocelos bem destacados, em suas asas posteriores, por baixo (figura 2).

## Dimorfismo Sexual
Machos de Archaeoprepona possuem proeminentes tufos pretos de escamas de androcônia em suas asas posteriores, que produzem feromônios atraentes às fêmeas para a cópula; nisso diferem de Prepona, que os possuem na coloração amarela. Fêmeas podem ser maiores que os machos, embora menos vistosas.

## Espécies
- Archaeoprepona amphimachus (Fabricius, 1775)[1]
- Archaeoprepona camilla (Godman & Salvin, 1884)[1]
- Archaeoprepona chalciope (Hübner, [1823])[1]
- Archaeoprepona chromus (Guérin-Méneville, [1844])[1] (ex Noreppa chromus)[5]
- Archaeoprepona demophon (Linnaeus, 1758)[1] - Espécie-tipo[3]
- Archaeoprepona demophoon (Hübner, [1814])[1]
- Archaeoprepona licomedes (Cramer, 1777)[1]
- Archaeoprepona meander (Cramer, 1775)[1]
- Archaeoprepona phaedra (Godman & Salvin, 1884)[1]
- Archaeoprepona priene (Hewitson, 1859)[1]